# Baltimore Ravens 2016
La stagione 2016 dei Baltimore Ravens è stata la 21ª della franchigia nella National Football League, la nona con John Harbaugh come capo-allenatore. Con la vittoria nella settimana 12 contro i Cincinnati Bengals, la squadra migliorò il record di 5-11 dell'anno precedente, ma non riuscì a qualificarsi per i playoff per il secondo anno consecutivo, un fatto che non accadeva dal biennio 2004-2005.

## Scelte nel Draft 2016
| Scelte dei Ravens nel Draft 2016 |        |                 |       |                    |
| Giro                             | Scelta | Giocatore       | Ruolo | College            |
| 1                                | 6      | Ronnie Stanley  | OT    | Notre Dame         |
| 2                                | 36     | Kamalei Correa  | OLB   | Boise State        |
| 3                                | 70     | Bronson Kaufusi | DE    | BYU                |
| 4                                | 104    | Tavon Young     | CB    | Temple             |
| 4                                | 107    | Chris Moore     | WR    | Cincinnati         |
| 4                                | 130    | Alex Lewis      | OT    | Nebraska           |
| 4                                | 132    | Willie Henry    | DT    | Michigan           |
| 4                                | 134    | Kenneth Dixon   | RB    | Louisiana Tech     |
| 5                                | 146    | Matt Judon      | DE    | Grand Valley State |
| 6                                | 182    | Keenan Reynolds | QB/WR | Navy               |
| 6                                | 209    | Maurice Canady  | CB    | Virginia           |

|  | Scelta compensatoria |

## Roster
| Roster dei Baltimore Ravens |
| --- |
| Quarterback - 5 Joe Flacco - 7 Ryan Mallett Running Back - 37 Javorius Allen - 30 Kenneth Dixon - 29 Justin Forsett - 44 Kyle Juszczyk FB - 28 Terrance West Wide Receiver - 11 Kamar Aiken - -- Devin Hester RS - 10 Chris Moore - 18 Breshad Perriman - 89 Steve Smith - 12 Mike Wallace Tight End - 80 Crockett Gillmore - 88 Dennis Pitta - 87 Maxx Williams Offensive Linemen - 74 James Hurst T - 66 Ryan Jensen C - 72 Alex Lewis G - 79 Ronnie Stanley T - 64 John Urschel G - 71 Rick Wagner T - 73 Marshal Yanda G - 53 Jeremy Zuttah C Defensive Linemen - 93 Lawrence Guy DE - 69 Willie Henry DE - 99 Timmy Jernigan DE - 78 Michael Pierce NT - 96 Brent Urban DE - 98 Brandon Williams NT Linebacker - 56 Chris Carter OLB - 51 Kamalei Correa ILB - 58 Elvis Dumervil OLB - 91 Matt Judon OLB - 50 Albert McClellan OLB - 57 C.J. Mosley ILB - 54 Zach Orr ILB - 90 Za'Darius Smith OLB - 55 Terrell Suggs OLB Defensive Back - 49 Maurice Canady CB - 39 Will Davis CB - 41 Anthony Levine FS - 23 Kendrick Lewis FS - 36 Jerraud Powers CB - 27 Sheldon Price CB - 22 Jimmy Smith CB - 21 Lardarius Webb FS - 32 Eric Weddle SS - 35 Shareece Wright CB - 43 Tavon Young CB Special Team - 46 Morgan Cox LS - 4 Sam Koch P - 9 Justin Tucker K Lista delle riserve - 24 Kyle Arrington CB (IR) - 86 Nick Boyle TE (Sospeso) - 15 Michael Campanaro WR (IR) - 16 Kaelin Clay WR (IR) - 94 Carl Davis NT (IR) - 26 Matt Elam SS (IR) - 92 Bronson Kaufusi DE (IR) - 46 Cavellis Luckett ILB (IR) - 13 Chris Matthews WR (IR) - 67 Stephane Nembot OT (IR) - 38 Jumal Rolle CB (IR) - 34 Lorenzo Taliaferro RB (PUP) - 84 Darren Waller TE (Sospeso) - 82 Benjamin Watson TE (IR) - 77 De'Ondre Wesley OT (IR) Squadra di allenamento - 45 Brennen Beyer OLB - 83 Daniel Brown TE - 63 Blaine Clausell OT - -- David Fales QB - 33 Stephen Houston RB - 95 Kapron Lewis-Moore DE - 48 Patrick Onwuasor ILB - 81 Keenan Reynolds WR - 68 Matt Skura C Roster aggiornato al 5 settembre 2016 53 attivi, 15 inattivi, 9 nella squadra di allenamento, 0 free agent |
| Legenda - I rookie sono in corsivo. - Il primo ruolo è il principale mentre gli eventuali successivi indicano i ruoli secondari. - (IR) sta per Injured Reserve ed indica la lista ristretta per un solo giocatore infortunato che può tornare ad allenarsi dopo la settimana 6 e a rientrare in prima squadra dopo che questa ha giocato 8 partite. - (NF-Inj.) / (NF-Ill.) stanno rispettivamente per Non-Football Injured e Non-Football Illness ed indicano le liste dove viene inserito un giocatore che ha un infortunio o una malattia non dipendente dal football americano. - (PUP) sta per Physically Unable to Perform ed indica la lista dove viene inserito un giocatore mentre è in attesa di recuperare la condizione fisica. Nella stagione regolare dopo la sesta partita giocata dalla propria squadra, il giocatore ha tempo tre settimane per riprendere ad allenarsi, più tre settimane aggiuntive dal suo rientro agli allenamenti per rientrare in prima squadra. |

## Calendario

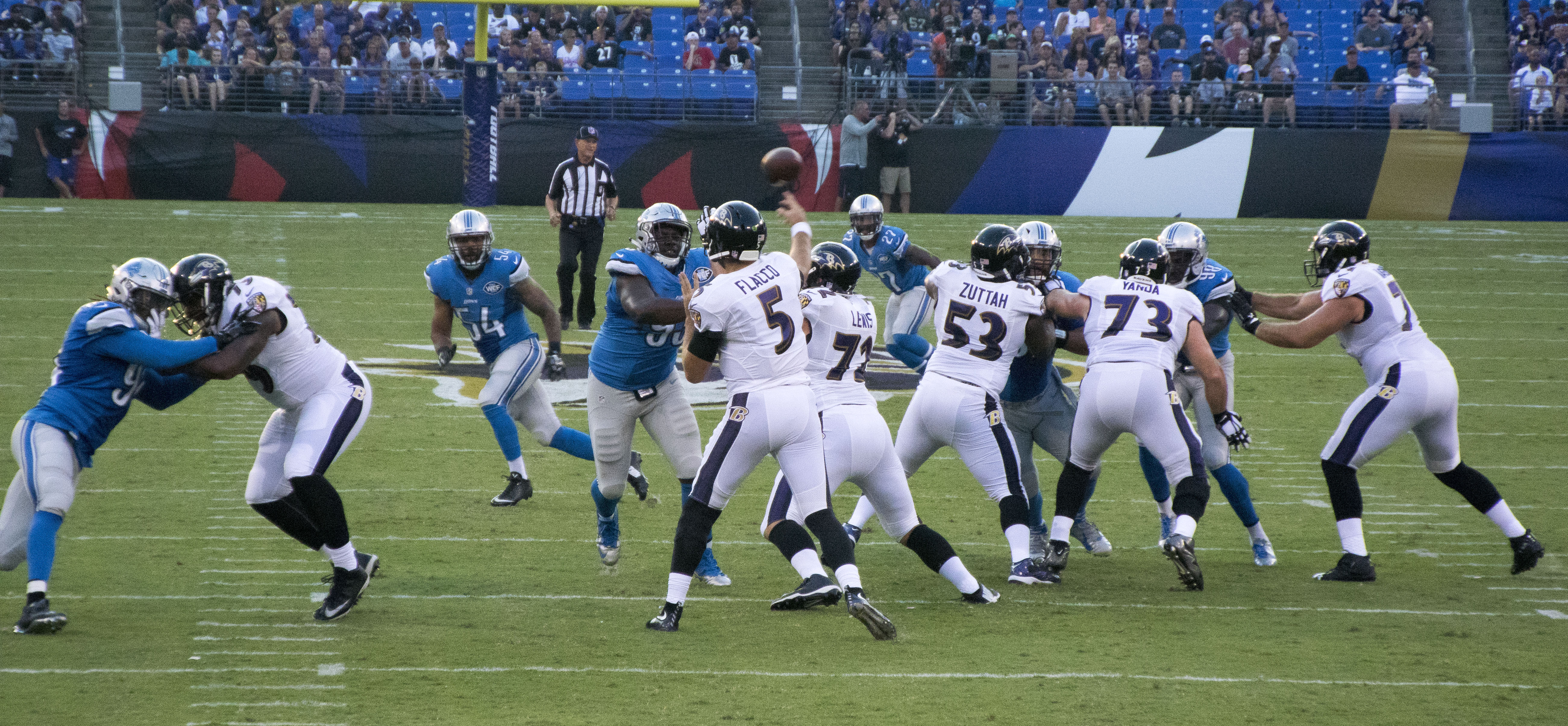
La gara di pre-stagione contro i Lions

| Turno | Data               | Ora (ET)           | Avversario              | Risultato          | Record             | Stadio              | TV                 | NFL.com recap      |
| ----- | ------------------ | ------------------ | ----------------------- | ------------------ | ------------------ | ------------------- | ------------------ | ------------------ |
| 1     | 11/9               | 1:00 p.m.          | Buffalo Bills           | V 13–7             | 1–0                | M&T Bank Stadium    | CBS                | Recap              |
| 2     | 18/9               | 1:00 p.m.          | at Cleveland Browns     | V 25–20            | 2–0                | FirstEnergy Stadium | CBS                | Recap              |
| 3     | 25/9               | 1:00 p.m.          | at Jacksonville Jaguars | V 19–17            | 3–0                | EverBank Field      | CBS                | Recap              |
| 4     | 2/10               | 1:00 p.m.          | Oakland Raiders         | S 27–28            | 3–1                | M&T Bank Stadium    | CBS                | Recap              |
| 5     | 9/10               | 1:00 p.m.          | Washington Redskins     | S 10–16            | 3–2                | M&T Bank Stadium    | Fox                | Recap              |
| 6     | 16/10              | 1:00 p.m.          | at New York Giants      | S 23–27            | 3–3                | MetLife Stadium     | CBS                | Recap              |
| 7     | 23/10              | 1:00 p.m.          | at New York Jets        | S 16–24            | 3–4                | MetLife Stadium     | CBS                | Recap              |
| 8     | Settimana di pausa | Settimana di pausa | Settimana di pausa      | Settimana di pausa | Settimana di pausa | Settimana di pausa  | Settimana di pausa | Settimana di pausa |
| 9     | 6/11               | 1:00 p.m.          | Pittsburgh Steelers     | V 21–14            | 4–4                | M&T Bank Stadium    | CBS                | Recap              |
| 10    | 10/11              | 8:25 p.m.          | Cleveland Browns        | V 28–7             | 5–4                | M&T Bank Stadium    | NFLN               | Recap              |
| 11    | 20/11              | 1:00 p.m.          | at Dallas Cowboys       | S 17–27            | 5–5                | AT&T Stadium        | CBS                | Recap              |
| 12    | 27/11              | 1:00 p.m.          | Cincinnati Bengals      | V 19–14            | 6–5                | M&T Bank Stadium    | CBS                | Recap              |
| 13    | 4/12               | 1:00 p.m.          | Miami Dolphins          | V 38–6             | 7–5                | M&T Bank Stadium    | CBS                | Recap              |
| 14    | 12/12              | 8:30 p.m.          | at New England Patriots | S 23–30            | 7–6                | Gillette Stadium    | ESPN               | Recap              |
| 15    | 18/12              | 1:00 p.m.          | Philadelphia Eagles     | V 27–26            | 8–6                | M&T Bank Stadium    | Fox                | Recap              |
| 16    | 25/12              | 4:30 p.m.          | at Pittsburgh Steelers  | S 27–31            | 8–7                | Heinz Field         | NFLN               | Recap              |
| 17    | 1/1                | 1:00 p.m.          | at Cincinnati Bengals   | S 10–27            | 8–8                | Paul Brown Stadium  | CBS                | Recap              |

Nota
- Gli avversari della propria division sono in grassetto .

## Classifiche

### American Football Conference
| Pos                 | Squadra              | Division           | V                  | S                  | P                  | %                  | Div                | Conf               | SOS                | SOV                | Striscia           |
| Leader di division  | Leader di division   | Leader di division | Leader di division | Leader di division | Leader di division | Leader di division | Leader di division | Leader di division | Leader di division | Leader di division | Leader di division |
| ------------------- | -------------------- | ------------------ | ------------------ | ------------------ | ------------------ | ------------------ | ------------------ | ------------------ | ------------------ | ------------------ | ------------------ |
| 1.                  | New England Patriots | East               | 14                 | 2                  | 0                  | .875               | 5-1                | 11-1               | .439               | .424               | 7 V                |
| 2.                  | Kansas City Chiefs   | West               | 12                 | 4                  | 0                  | .750               | 6-0                | 9-3                | .508               | .479               | 2 V                |
| 3.                  | Pittsburgh Steelers  | North              | 11                 | 5                  | 0                  | .688               | 5-1                | 9-3                | .494               | .423               | 7 V                |
| 4.                  | Houston Texans       | South              | 9                  | 7                  | 0                  | .563               | 5-1                | 7-5                | .502               | .427               | 1 S                |
| Wild card           |                      |                    |                    |                    |                    |                    |                    |                    |                    |                    |                    |
| 5.                  | Oakland Raiders      | West               | 12                 | 4                  | 0                  | .750               | 3-3                | 9-3                | .504               | .443               | 1 S                |
| 6.                  | Miami Dolphins       | East               | 10                 | 6                  | 0                  | .625               | 4-2                | 7-5                | .455               | .341               | 1 S                |
| Escluse dai playoff |                      |                    |                    |                    |                    |                    |                    |                    |                    |                    |                    |
| 7.                  | Tennessee Titans     | South              | 9                  | 7                  | 0                  | .563               | 2-4                | 6-6                | .465               | .458               | 1 V                |
| 8.                  | Denver Broncos       | West               | 9                  | 7                  | 0                  | .563               | 2-4                | 6-6                | .549               | .455               | 1 V                |
| 9.                  | Baltimore Ravens     | North              | 8                  | 8                  | 0                  | .500               | 4.2                | 7-5                | .498               | .363               | 2 S                |
| 10.                 | Indianapolis Colts   | South              | 8                  | 8                  | 0                  | .500               | 3-3                | 5-7                | .492               | .406               | 1 V                |
| 11.                 | Buffalo Bills        | East               | 7                  | 9                  | 0                  | .438               | 1-5                | 4-8                | .482               | .339               | 2 S                |
| 12.                 | Cincinnati Bengals   | North              | 6                  | 9                  | 1                  | .406               | 3-3                | 5-7                | .521               | .333               | 1 V                |
| 13.                 | New York Jets        | East               | 5                  | 11                 | 0                  | .313               | 2-4                | 4-8                | .518               | .313               | 1 V                |
| 14.                 | San Diego Chargers   | West               | 5                  | 11                 | 0                  | .313               | 1-5                | 4-8                | .543               | .513               | 5 S                |
| 15.                 | Jacksonville Jaguars | South              | 3                  | 13                 | 0                  | .188               | 2-4                | 2-10               | .527               | .417               | 1 S                |
| 16.                 | Cleveland Browns     | North              | 1                  | 15                 | 0                  | .063               | 0-6                | 1-11               | .549               | .313               | 1 S                |

Note
- Sotto la colonna SOV è indicata la percentuale della Strenght of Victory, statistica che riporta la percentuale di vittoria delle squadre battute da una particolare squadra (il valore assume rilievo come discriminante ai fini della classifica in caso di un record stagionale identico fra due squadre).
- Sotto la colonna SOS è indicata la percentuale della Strenght of Schedule, valore determinato da una formula che calcola la percentuale di vittoria di tutte le squadre che una singola squadra deve affrontare durante la stagione (il valore, insieme alla SOV, assume rilievo come discriminante ai fini della classifica in caso di un record stagionale identico fra due squadre).
- Sotto la colonna Div è indicato il bilancio vittorie-sconfitte (record) contro le squadre appartenenti alla stessa division di appartenenza (AFC West).
- Sotto la colonna Conf viene indicato il record contro le squadre appartenenti alla stessa conference di appartenenza (AFC).